# Parafia wojskowa św. Jana Sarkandra i św. Stanisława Kostki w Szczecinie
Parafia wojskowa pw. Świętego Jana Sarkandra i Świętego Stanisława Kostki w Szczecinie - rzymskokatolicka parafia należąca do dekanatu Wojsk Lądowych, Ordynariatu Polowego Wojska Polskiego (do roku 2012 parafia należała do Pomorskiego Dekanatu Wojskowego). Jej proboszczem od 1 maja 2017 jest ks.mjr. Karol Skopiński. Odsługiwana przez księży wojskowych. Erygowana 15 czerwca 1995. Mieści się przy ulicy Metalowej.